# ایران در ۲۰۱۰
ایران در ۲۰۱۰ گاه‌شماری از مهم‌ترین رویدادها در سال ۲۰۱۰ در کشور ایران است.

## حاکمان
- مقام معظم رهبری: علی خامنه ای
- رئیس‌جمهور: محمود احمدی‌نژاد
- نایب رئیس: محمدرضا رحیمی
- رئیس دادگستری: صادق لاریجانی

## رویدادها
- ۵ ژانویه - ایران شهروندان خود را از تماس با ۶۰ سازمان بین‌المللی و رسانه به دلیل ادعاهایی که آنان علیه این کشور توطئه کرده‌اند منع کرد.[۱]
- ۸ دی – خودروی مهدی کروبی در قزوین آتش گرفت.[۲]
- ۱۲ ژانویه - مسعود علیمحمدی، استاد فیزیک هسته‌ای ایرانی، در یک حمله بمب‌گذاری شده در پایتخت تهران کشته شد. رسانه دولتی ایران اسرائیل و ایالات متحده را به دست داشتن در این امر متهم می‌کند.[۳]